# Sándor Szűcs
Sándor Szűcs   (Szolnok, 23 de novembre de 1921 - Budapest, 4 de juny de 1951) fou un futbolista hongarès de la dècada de 1940.
Fou 19 cops internacional amb la selecció hongaresa. Pel que fa a clubs, defensà els colors de Szolnoki MÁV i Újpest FC.
Va ser condemnat a mort al final i executat el 1951, a l'edat de 29 anys, per intentar emigrar il·legalment.